# Gloria – Tribut pentru Iris
Gloria – Tribut pentru Iris este un EP al formației Trooper publicat pe site-ul oficial al acesteia în februarie 2006. După cum îi sugerează și numele, materialul reprezintă un tribut adus întregii activități a grupului Iris, actualilor și foștilor membri.
EP-ul conține șapte piese din repertoriul Iris, aparținând decadei 1980–1990, reochestrate în stil heavy metal și înregistrate de Trooper. Trei dintre acestea, „Pământul îl cuprind”, „Valuri” și „Speranța” datează din 1980–1981, făcând parte dintre compozițiile realizate de chitaristul Adrian Ilie la venirea sa în Iris, special pentru vocea lui Cristi Minculescu. „În calea norilor”, de asemenea compoziție a lui Ilie, a fost imprimată în 1984 cu Dan Bittman la voce, însă nu a apărut pe nici un album. „Tu, doar tu” și „Vino iar” fac parte din setul de piese pentru discul Iris IV (lansat pe piață imediat după Revoluție), în vreme ce „Iris” a fost scrisă de Florin Ochescu în 1983 și apare pe primul album al trupei.
În 2003, doi membri Trooper – Aurelian Dincă „Balaurul” și Alin Dincă „Coiot” – au fost invitați să colaboreze pentru proiectul I.R.I.S. 4Motion. Cei doi, alături de Nelu Dumitrescu, Doru Borobeică și chitaristul Cezar Popescu de la Vița de Vie, au refăcut trei piese vechi: „Tot zbor”, „Doar amintirea”, „Zi și noapte” (de pe Iris II, 1987).
Gloria reprezintă primul album tribut apărut în România. EP-ul este o producție independentă Trooper și a fost lansat doar în format digital, putând fi descărcat gratuit de pe site-ul formației. Prima melodie de pe EP a fost reluată pe dublul album Cei ce vor fi, lansat cu ocazia spectacolului aniversar „Iris 30 de ani” desfășurat pe Aeroportul Băneasa (5 octombrie 2007), unde Trooper a interpretat live această piesă.

## Listă piese
1. Iris (Florin Ochescu / Cristi Minculescu)
2. Pământul îl cuprind (Adrian Ilie / Adrian Ilie)
3. Tu, doar tu (Nelu Dumitrescu / Cristi Minculescu)
4. În calea norilor (Adrian Ilie / Adrian Ilie)
5. Vino iar (Doru Borobeică / Cristi Minculescu)
6. Valuri (Adrian Ilie / Cristi Minculescu)
7. Speranța (Adrian Ilie / Cristi Minculescu)

## Personal
- Alin „Coiot” Dincă – solist vocal
- Aurelian „Balaurul” Dincă – chitară
- Laurențiu Popa – chitară
- Ionuț „Oscar” Rădulescu – bas
- Ionuț „John” Covalciuc – baterie

Înregistrat în perioada noiembrie–decembrie 2005 în București și Târgoviște.

Mixaje și mastering: Codruț Bendovski & Aurelian Dincă

Aranjamente muzicale: Trooper & Codruț Bendovski

Fotografie: Rockmania.net 